# 로베르트 그라프

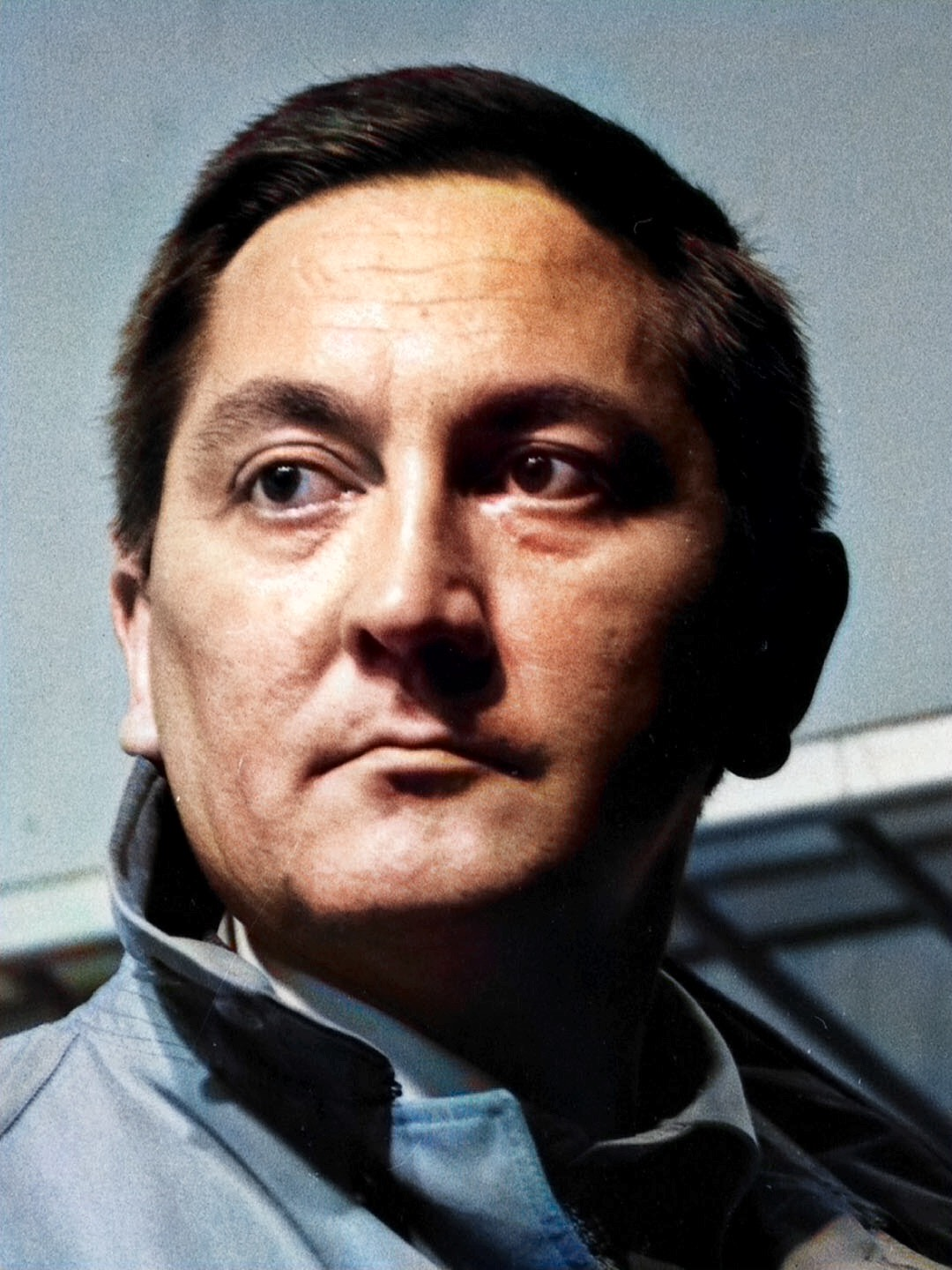

로베르트 그라프(독일어: Robert Graf, 1923년 11월 18일 ~ 1966년 2월 4일)는 독일의 배우이다.
비텐에서 태어났으며 뮌헨에서 사망하였다. 사인은 암이다.

## 영화
- 밤쉘: 세상을 바꾼 폭탄선언 (2019년)
- 빌리 진 킹: 세기의 대결 (2017년)
- 헤일, 시저! (2016년)
- 버드맨 (2014년)
- 인사이드 르윈 (2013년)
- 루비 스팍스 (2012년)
- 황당한 외계인: 폴 (2011년)
- 더 브레이브 (2010년)
- 시리어스 맨 (2009년)
- 번 애프터 리딩 (2008년)
- 노인을 위한 나라는 없다 (2007년)
- 스모킹 에이스 (2007년)
- 프라이데이 나잇 라이트 (2004년)
- 레이디킬러 (2004년)
- 참을 수 없는 사랑 (2003년)
- 그 남자는 거기 없었다 (2001년)
- 대탈주 (1963년)
- 알트 위 원더풀? (1958년)